# 統一企業

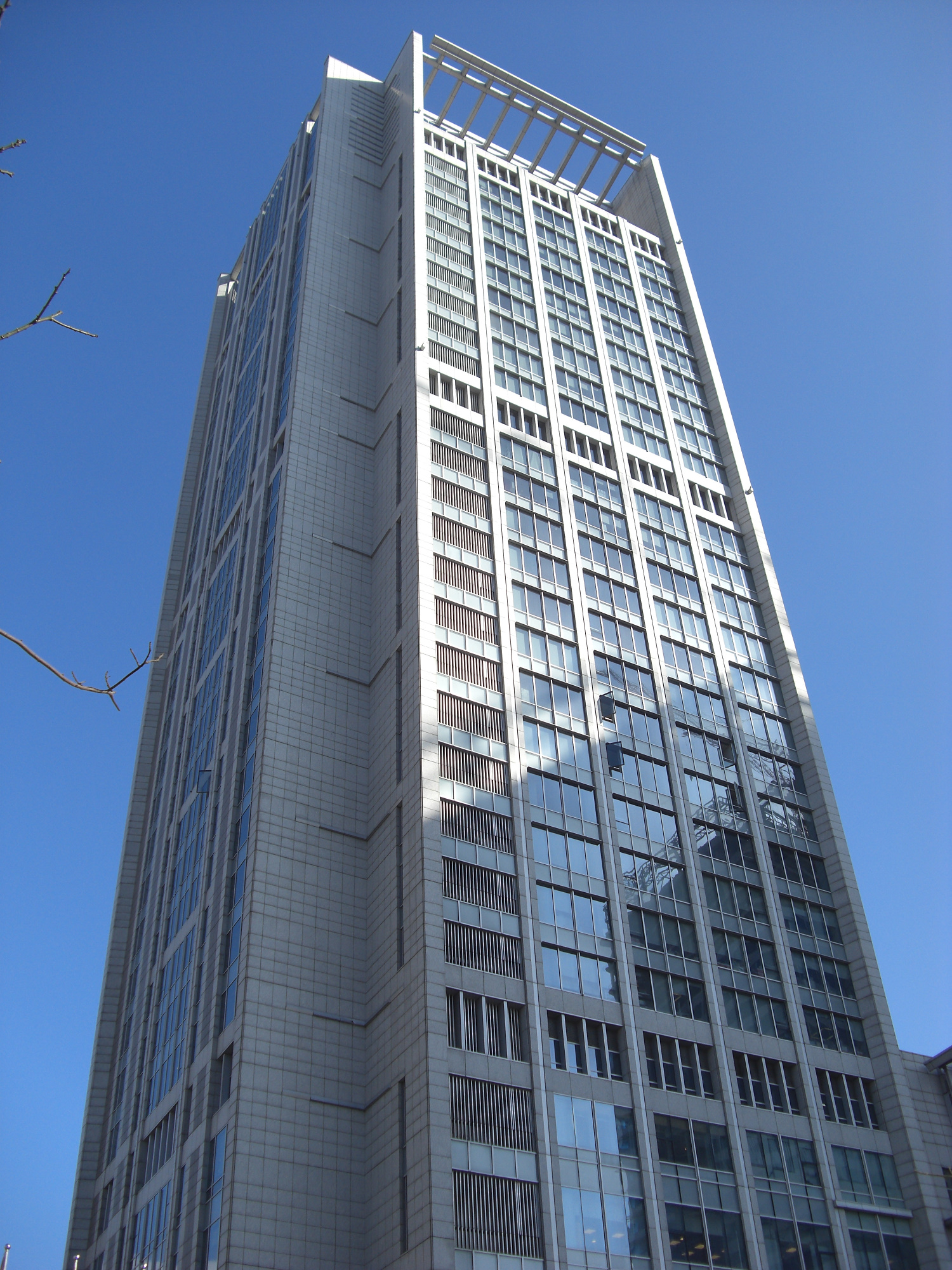
統一國際大樓，為統一企業臺北分公司據點

統一企業是1967年在臺灣成立的食品公司，台南幫的領頭企業，總部位於臺南市永康區鹽行，1987年12月28日在臺灣證券交易所股票上市，股票代號1216。以該公司為中心的統一企業集團，事業版圖橫跨零售、物流、貿易、投資、建設等領域；旗下最大子公司統一超商為跨國連鎖超商 7-Eleven 在臺灣的特許經營商，為臺灣據點數量最多的連鎖零售通路。其亦透過全資子公司「統一棒球隊股份有限公司」經營中華職棒球隊統一 7-ELEVEn 獅，是中華職棒目前唯一的元老球隊。

## 歷史

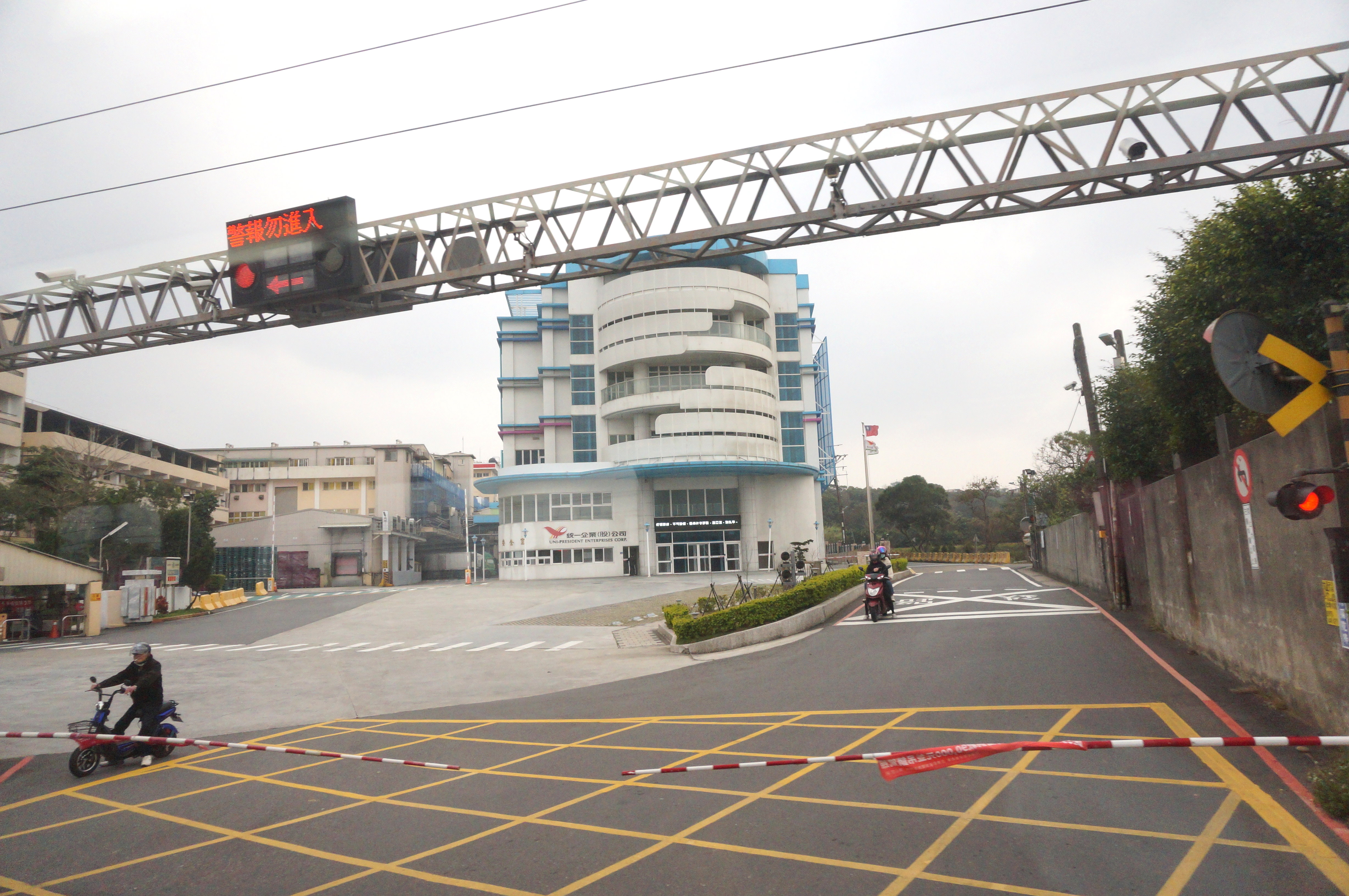
統一企業楊梅廠

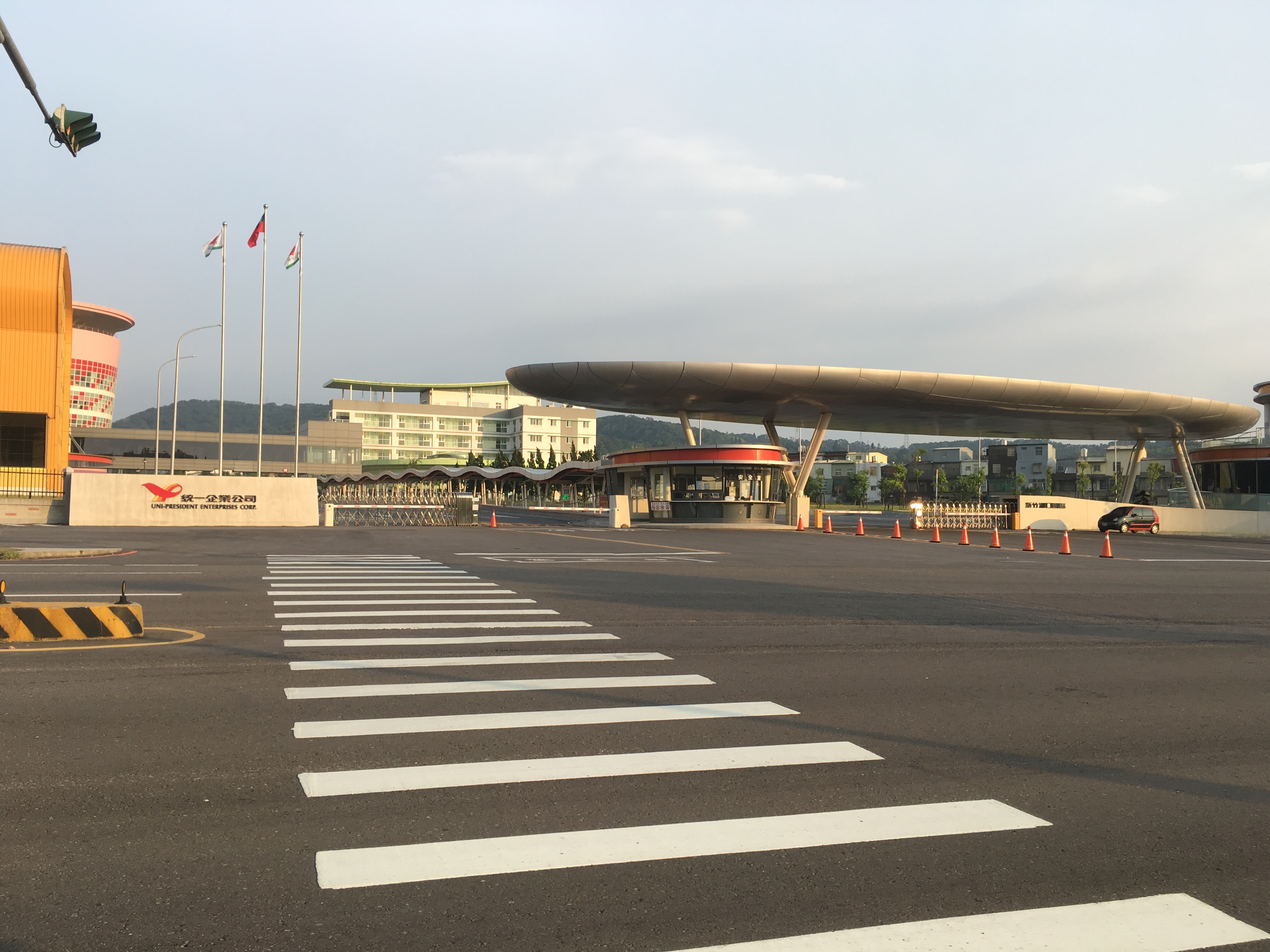
統一企業湖口園區

- 1967年，「統一企業股份有限公司」於臺南縣學甲鎮（今臺南市學甲區）開業，最初以生產麵粉及飼料創業。董事長為吳修齊，總經理為高清愿。
- 1969年，統一企業開始籌備生產泡麵，與日清製粉技術合作，隨後在泰國投資設廠，在香港設立經銷商。
- 1972年，統一企業分設四個事業部：麵粉部、食品部、飼料部、油脂部。
- 1975年，統一企業因接管中國乳業公司橋頭廠而成立乳品部，並與明治乳業技術合作。
- 1979年，統一企業與美國南方公司簽約，引進 7-Eleven 經營（由日本 7-Eleven 授權經營），成立超商部。
- 1987年，統一企業掛牌上市，7-Eleven 獨立成為統一超商股份有限公司。
- 1989年，統一企業成立子公司統一棒球隊股份有限公司（統一獅），加盟中華職業棒球聯盟（今中華職業棒球大聯盟）。
- 2000年4月20日，美國7-ELEVEN總裁Mr. Jim Keyes和統一企業創辦人高清愿先生簽訂7-ELEVEN永久授權契約。
- 2004年，統一企業以10.5億元代價，購入前光泉牧場總經理汪圳泉家族在光泉牧場31.25%的持股，包含汪圳泉在光泉食品與萊爾富各30%左右股權
- 2007年，由統一企業投資成立的子公司統正開發股份有限公司經營，位於高雄市前鎮區的統一夢時代購物中心正式營運開幕。
- 2012年，統一企業決定在新竹縣湖口鄉投資新臺幣一百億元成立一貫化新生產線[6]。
- 2013年5月， 統一企業以每股16元出售萊爾富30%股權（約2.35萬張股票）給安橋亞洲投資，交易金額3.76億元，處分利益約2億元。
- 2013年11月，高清愿辭卸統一企業董事長職位，交給其女婿現任總經理羅智先接任。
- 2016年4月，統一企業創辦人高清愿辭世。[7][8]
- 2016年5月，耗資逾新臺幣百億元的統一企業湖口園區完工啟用。[9]
- 2022年7月，統一企業和統一超商宣布分別收購臺灣家樂福49.5%、10.5%的股份，交易金額新臺幣239億、51億，已於2023年6月30日完成交割。[10]
- 2024年2月2日，統一企業(開曼統一控股公司)認購 Yahoo 台灣發行之2,500萬美元可轉換公司債[11][12]。
- 2024年，統一企業併購雅虎奇摩購物中心。[13]

## 歷任負責人
榮譽董事長
| 姓名       | 任期                   |
| 榮譽董事長 | 榮譽董事長             |
| ---------- | ---------------------- |
| 吳修齊     | 2003年－2005年（逝世） |

董事長
| 任別   | 姓名   | 任期                   |
| 董事長 | 董事長 | 董事長                 |
| ------ | ------ | ---------------------- |
| 1      | 吳修齊 | 1967年－2003年         |
| 2      | 高清愿 | 2003年－2013年11月12日 |
| 3      | 羅智先 | 2013年11月12日－現任   |

總經理
| 任別   | 姓名   | 任期                         |
| 總經理 | 總經理 | 總經理                       |
| ------ | ------ | ---------------------------- |
| 1      | 高清愿 | 1967年－1989年               |
| 2      | 林蒼生 | 1989年－2003年7月1日         |
| 3      | 林隆義 | 2003年7月1日－2007年6月28日  |
| 4      | 羅智先 | 2007年6月28日－2016年6月22日 |
| 5      | 侯榮隆 | 2016年6月22日－2019年6月26日 |
| 6      | 黃釗凱 | 2019年6月26日－              |
| 6      | 李清田 | 2019年6月26日－              |

已無設置的職位
| 姓名             | 任期                         |
| ---------------- | ---------------------------- |
| 副董事長：高清愿 | 1989年－2000年               |
| 總裁：高清愿     | 2000年－2003年               |
| 總裁：林蒼生     | 2003年7月1日－2013年6月25日  |
| 副總裁：林隆義   | 2007年6月28日－2013年6月25日 |

## 品牌與產品
- 以食品業為主，產品包括麵粉、狗飼料、油脂、速食麵、冷調食品、飲料、奶粉、乳品、麵包、醬品、肉品、進口食品等之製造加工及銷售。[15][16][17]

## 其他關聯組織

### 企業家高層聯誼組織
- 三三會

### 國家分類
- 統一企業中國
- 統一企業越南
- 統一企業泰國

### 旗下大型商場
- 家樂福 （页面存档备份，存于）

- 統一夢時代購物中心（Dream Mall）
- 統一時代百貨

### 品牌據點
- Mister Donut統一多拿滋（台灣、中國大陸上海）
- 統一生機（台灣）
- 和食sato（台灣）
- 星巴克（台灣）
- 家樂福 （页面存档备份，存于）（台灣）
- 7-Eleven（台灣、菲律賓、中國大陸上海、浙江）
- 康是美（台灣、中國大陸深圳）
- 酷聖石（大中華區）[需要解释]
- 博客來網路書店
- 21風味館
- 聖娜多堡（台灣、中國大陸武漢）
- 聖德科斯
- 法寶超市（中國大陸北京）
- Unimart超市（越南）
- 統一精工 速邁樂加油站（台灣）

### 宅配
- 統一速達（黑貓宅急便）
- 專聯科技（foodomo）外送平台 App

### 油脂
- 大統益 （页面存档备份，存于）：為統一集團與國內的泰華油脂工業、大成長城企業合資設立的油脂公司，並在台灣證券交易所上市(臺證所：1232)。
  - 美食家

### 證券
- 統一綜合証劵
- 統一投信
- 統一投顧
- 統一期貨

### 保險
- 統超保險

### 建設
- 太子建設 (	臺證所：2511)

### 其他
- 大統營實業
- 萬通人力集團
- PINOH品諾家電
- 南臺科技大學
- 統一7-ELEVEn獅
- 統一行動牛奶車 PEC-GO線上訂
- 統一速邁自販
- 統一東京
- 統一金流PAYUNi

## 相關產品
- 茶品

茶裏王系列（「綠茶玉露」僅在7-ELEVEn、萊爾富販售，全家便利商店未販售四季春茶、伯爵紅茶）
麥香系列（檸檬紅茶僅在7-eleven販售）
飲冰室茶集
純喫茶（全家便利商店未販售檸檬綠茶、烏龍青茶）
濃韻（全家便利商店未販售日式綠茶）
烏龍茶
日式綠茶
7-ELEVEn iseLect（代工）
經典茶飲
多多綠茶系列（經典風味、熱帶百香果，由中壢廠生產）
嚴選素材（咖啡）
美研社 
玫瑰花果茶（2002年上市，2015年停賣，2019年重新上市；委託宏全國際製造）
- 速食麵／麵條

統一麵
統一脆麵
統一調合米粉
大補帖
One More Cup Premium
滿漢御品
科學麵
滿漢大餐
來一客
阿Q桶麵
好勁道
拉麵道
- 麵包／蛋糕

統一麵包
統一蛋糕屋
貝洛邦
Amelie's Bagel
新感覺
瑞穗鮮乳土司
晨光
- 咖啡

左岸咖啡館
咖啡廣場
HIS CAFE
- 穀物奶、乳飲料

統一蜜豆奶（牛奶、草莓、雞蛋；全家便利商店已停賣此系列商品）
多多（原味、原味減糖、牛奶、草莓）
統一陽光系列
LP33系列
輕鬆小品（咖啡牛奶）
瑞穗鮮乳
瑞穗調味乳系列
統一鮮乳
統一營養強化牛乳
BODYTALK
Dr. Milker（全家便利商店已停賣該系列商品）
AB優酪乳
NuZilk
- 甜點

HIS＆HERS
統一布丁
- 果汁

園之味
纖果食感
- 礦泉水

PH9.0鹼性離子水
H2O純水
UNI water
- 其他

原味本舖系列
果漾

## 外部連結
- （繁體中文） 官方网站
- （繁體中文） 統一企業的Facebook專頁